# Karl Maximilian von Rade
Karl Maximilian von Rade (* 28. September 1771 in Lübben; † 22. Mai 1854 in Klein-Hammer bei Danzig) war ein preußischer Generalmajor.

## Leben

### Herkunft
Er war der Sohn von Christian Maximilian von Rade (* 1721; † 12. März 1796) und dessen Ehefrau Erdmuthe Karoline, geborene Löscher (* 20. November 1749). Sein Vater war Kreisdeputierter des Kreises Lübben und Landherr auf Neuhaus.

### Militärkarriere
Rade besuchte das kursächsische Kadettenkorps in Dresden, wurde am 1. März 1789 Kornett und am 1. September 1890 als Sergeant dem Infanterieregiment „von Langenau“ der Sächsischen Armee überwiesen. Dort avancierte er am 2. Januar 1793 zum Sousleutnant und wurde 1801 als Premierleutnant innerhalb des Regiments nach Gruben versetzt. Während des Vierten Koalitionskrieges kämpfte Rade 1807 mit den Franzosen bei der Belagerung von Danzig und wurde am 29. Juli 1807 zum Hauptmann befördert. Im Fünften Koalitionskrieg nahm er am Gefecht bei Lenz teil. Am 20. November 1810 stieg er zum Major im 1. leichten Infanterie-Regiment auf.
Zu Beginn der Befreiungskriege kämpfte Rade mit den Franzosen gegen die Alliierten in den Gefechten bei Reichenbach und Leopoldshagen. Bei letzterem Gefecht erwarb er das Ritterkreuz des Militär-St.-Heinrichs-Ordens und den Orden der Ehrenlegion. Ferner war er bei der Belagerungen von Wittenberg und Torgau sowie den Schlachten bei Bautzen, Großbeeren und Dennewitz beteiligt. Nachdem die Sachsen in das Lager der Alliierten gewechselt hatten, kämpfte Rade 1814 im Feldzug gegen Frankreich. Dabei erwarb er sich bei der Belagerung von Antwerpen den Orden des Heiligen Wladimir IV. Klasse.
Am 6. Mai 1815 nahm Rade seinen Abschied aus sächsischen Diensten, trat am 26. Juli 1815 in die Preußische Armee ein und wurde mit Patent vom 30. November 1810 als Major dem 15. Infanterie-Regiment aggregiert. Dort wurde er am 17. April 1816 mit Patent vom 6. Oktober 1815 Oberstleutnant und am 17. Juli 1816 als Bataillonskommandeur in das Regiment einrangiert. Am 30. März 1821 folgte seine Beförderung zum Oberst und am 29. Mai 1821 die Ernennung zum Kommandeur des 5. Landwehr-Regiments. Daran schloss sich ab dem 18. Juni 1825 eine Verwendung als Direktor der Divisionsschule der 2. Division an, bevor Rade am 27. März 1830 seinen Abschied als Generalmajor mit Pension erhielt. Er starb am 22. Mai 1854 in Klein-Hammer bei Danzig und wurde am 27. Mai 1854 auf dem Militärfriedhof in Danzig beigesetzt.

### Familie
Rade heiratete am 27. Juli 1800 in Weide Johanna Heinrich Herting (* 24. Juni 1776; † 22. Juni 1834). Das Paar hatte mehrere Kinder:
- Clementine Jeanette Mathilde (* 21. September 1804; † 18. Mai 1893) ⚭ 1834 Amadeus Karl Samuel Kasimir von Müllenheim-Rechberg (* 18. Februar 1781; † 5. April 1865), Major a. D., Sohn von Rudolf Kasimir von Müllenheim
- Adolf (* 1809), bis 1836 Sekondeleutnant im 4. Infanterie-Regiment
- Karl Wilhelm August (* 1819; † 10. Juni 1862)
- Hermann Karl Maximilian (* 1820; † 1. Mai 1856)